# Ophelimus violescens
Ophelimus violescens är en stekelart som först beskrevs av Alan Parkhurst Dodd 1915.  Ophelimus violescens ingår i släktet Ophelimus och familjen finglanssteklar. Inga underarter finns listade i Catalogue of Life.